# コーヒーフラノン
コーヒーフラノン（英語: coffee furanone）または、2-メチルテトラヒドロフラン-3-オン（英語: 2-methyltetrahydrofuran-3-one）は、心地よい芳香を持つ液体のフラン誘導体で、焙煎コーヒーの芳香の揮発性成分である。コーヒーフラノンは、臭気閾値0.005ppbのフルフリルメルカプタンよりも低臭気だが、非常に心地よい甘いキャラメルの特徴を持ち、ナッツのような風味がある。

## 合成
コーヒーフラノンは1963年、ウィンバーグによって、酸触媒によるβ-アルコキシジアゾケトンの閉環反応によって合成された。また、DMSO溶液中およびイオン液体中（相間移動条件下）で乳酸エチルとアクリル酸メチルの縮合によっても合成されている。関連する乳酸合成は、簡単なプロセス、高い変換率、低汚染、低コストという利点があると説明されている。コーヒーフラノンは、2-アセチルブチロラクトンの酸化的ヒドロキシル化によっても許容される収率で合成されている。コーヒーフラノンの合成のさらなるアプローチには、対応するジチオケタールの加水分解と、ルテニウム触媒の存在下、次亜塩素酸リチウムを用いた2-メチルテトラヒドロフランの酸化がある。

## 利用
コーヒー、ナッツ、ココア、ブランデー、ミートソースなど、さまざまな食品・飲料に使用されている。一般的な使用量（約5～20ppm）は、焙煎コーヒーに含まれるコーヒーフラノンの天然濃度（30ppm）とほぼ同じである。